# Nettastomatidae
Nettastomatidae é uma família de peixes actinopterígeos pertencentes à ordem Anguilliformes, subordem Congroidei.

## Géneros
Estão descritos seis géneros:
- Facciolella Whitley, 1938
- Hoplunnis Kaup, 1859
- Nettastoma Rafinesque, 1810
- Nettenchelys Alcock, 1898
- Saurenchelys Peters, 1864
- Venefica Jordan & Davis, 1891